# Sasza Ḱiriḱ
Sasza Ḱiriḱ (mac. Сашa Ќириќ, serb. Сашa Ћирић, Saša Ćirić; ur. 11 stycznia 1968 w Kumanowie) – macedoński piłkarz pochodzenia serbskiego grający na pozycji napastnika. W swojej karierze rozegrał 26 meczów w reprezentacji Macedonii i strzelił w niej 8 goli.

## Kariera klubowa
Karierę piłkarską rozpoczął w klubie Słoga Jugomagnat ze stolicy kraju, Skopje. W 1986 roku awansował do kadry pierwszego zespołu i w sezonie 1986/1987 zadebiutował w jego barwach w drugiej lidze jugosłowiańskiej. W 1987 roku odszedł do Metałurga Skopje, a w 1989 roku został zawodnikiem pierwszoligowego Pelisteru Bitola. Grał w nim do 1991 roku.
Latem 1991 roku odszedł do Wardaru Skopje. Grał w nim również po rozpadzie Jugosławii, w pierwszej lidze Macedonii. W latach 1993–1995 trzykrotnie z rzędu wywalczył z Wardarem mistrzostwo Macedonii. W 1993 i 1995 roku zdobywał też Puchar Macedonii. W sezonie 1992/1993 z 36 golami został królem strzelców ligi. Sukces ten powtórzył również w sezonie 1994/1995 (35 goli). Wiosną 1993 roku Ḱiriḱ był wypożyczony do CSKA Sofia, z którym zdobył Puchar Bułgarii.
W 1995 roku został zawodnikiem szwajcarskiego FC Aarau. Grał w nim do końca 1997 roku, a w 1998 został piłkarzem 1. FC Nürnberg. Zadebiutował w nim 13 lutego 1998 w wygranym 1:0 domowym meczu z FC Gütersloh. Wiosną 1998 awansował z Nürnberg z drugiej do pierwszej ligi.
Latem 1999 odszedł do innego drugoligowego niemieckiego klubu, Tennis Borussia Berlin. W 2000 roku został sprzedany do Eintrachtu Frankfurt, w którym swój debiut zanotował 13 sierpnia 2000 w meczu z SpVgg Unterhaching (3:0). W debiucie zdobył gola. W 2001 roku spadł z Eintrachtem do 2. Bundesligi.
W 2002 roku powrócił do Nürnberg, a w 2003 roku przeżył z nim degradację o klasę niżej. W 2004 roku podpisał kontrakt z Kickers Offenbach z Regionalligi. W 2006 roku zakończył karierę piłkarską.
| Sezon   | Klub                   | Kraj               | Rozgrywki      | Mecze | Bramki |
| ------- | ---------------------- | ------------------ | -------------- | ----- | ------ |
| 1986/87 | Słoga Jugomagnat       | Jugosławia         | II. liga       | ?     | ?      |
| 1987/88 | Metałurg Skopje        | Jugosławia         | III. liga      | ?     | ?      |
| 1988/89 | Metałurg Skopje        | Jugosławia         | III. liga      | ?     | ?      |
| 1989/90 | FK Pelister            | Jugosławia         | Prva liga      | 28    | 9      |
| 1990/91 | FK Pelister            | Jugosławia         | Prva liga      | 30    | 14     |
| 1991/92 | Wardar Skopje          | Jugosławia         | Prva liga      | 16    | 11     |
| 1992/93 | Wardar Skopje          | Macedonia Północna | Prwa Liga      | 34    | 36     |
| 1993/94 | Wardar Skopje          | Macedonia Północna | Prwa Liga      | 10    | 5      |
| 1993/94 | CSKA Sofia             | Bułgaria           | A PFG          | 14    | 8      |
| 1994/95 | Wardar Skopje          | Macedonia Północna | Prwa Liga      | 30    | 35     |
| 1995/96 | FC Aarau               | Szwajcaria         | Nationalliga A | 31    | 8      |
| 1996/97 | FC Aarau               | Szwajcaria         | Nationalliga A | 29    | 9      |
| 1997/98 | FC Aarau               | Szwajcaria         | Nationalliga A | 13    | 13     |
| 1997/98 | 1. FC Nürnberg         | Niemcy             | 2. Bundesliga  | 17    | 9      |
| 1998/99 | 1. FC Nürnberg         | Niemcy             | Bundesliga     | 28    | 13     |
| 1999/00 | Tennis Borussia Berlin | Niemcy             | 2. Bundesliga  | 32    | 14     |
| 2000/01 | Eintracht Frankfurt    | Niemcy             | Bundesliga     | 9     | 1      |
| 2001/02 | Eintracht Frankfurt    | Niemcy             | 2. Bundesliga  | 16    | 10     |
| 2002/03 | 1. FC Nürnberg         | Niemcy             | Bundesliga     | 27    | 12     |
| 2003/04 | 1. FC Nürnberg         | Niemcy             | 2. Bundesliga  | 20    | 9      |
| 2004/05 | Kickers Offenbach      | Niemcy             | Regionalliga   | 32    | 12     |
| 2005/06 | Kickers Offenbach      | Niemcy             | 2. Bundesliga  | 0     | 0      |

## Kariera reprezentacyjna
W reprezentacji Macedonii zadebiutował 12 kwietnia 1995 roku w zremisowanym 0:0 towarzyskim meczu z Bułgarią. W swojej karierze grał w eliminacjach do Euro 96, MŚ 1998 i Euro 2000. Od 1995 do 2004 roku rozegrał w kadrze narodowej 26 meczów i strzelił 8 goli.